# Chlorytoid
Chlorytoid – minerał z gromady krzemianów. Należy do grupy minerałów rzadkich, rozpowszechnionych tylko w niektórych regionach Ziemi.
Nazwa nawiązuje do powierzchownego podobieństwa tego minerału do chlorytów, lecz  bardzo różniący się od  strukturalnie, w 1837 roku został zidentyfikowany jako oddzielny minerał.

## Charakterystyka

### Właściwości
Tworzy kryształy o pokroju blaszkowym, płytkowym, tabliczkowym o pseudoheksagonalnym pokroju. Występuje w skupieniach zbitych, łuseczkowatych, płytkowych, włóknistych. Cienkie płytki minerału charakteryzują się wyraźnym pleochroizmem. Tworzy odmiany zasobne w magnez – (sismondyt) i mangan – (ottrelit).

### Występowanie
Występuje w skałach przeobrażonych metamorficznych w strefie epi. Powstał pod wpływem temperatury i ciśnienia. Znany z niektórych zieleńców, łupków glaukofanowych, marmurów, hornfelsów. Współwystępuje z chlorytem, kwarcem, miką, staurolitem, granatem, korundem.
Miejsca występowania:
- Na świecie: Norwegia, Szwajcaria, Austria, Niemcy, Wielka Brytania, Turcja, Quebec, Deep River w Kanadzie, stany Karolina Północna i Rhode Island w USA.

- W Polsce: występuje  w łupkach łyszczykowych w Górach Izerskich i okolicach Szklarskiej Poręby.

### Zastosowanie
- ma znaczenie naukowe (służy do określania warunków i charakteru metamorfizmu),
- interesuje kolekcjonerów.